# Atletica leggera ai Giochi della XVII Olimpiade - 3000 metri siepi

Video della Finale (immagini in B/N; commento in italiano)

La competizione dei 3000 metri siepi di atletica leggera ai Giochi della XVII Olimpiade si è disputata nei giorni 1º e 3 settembre 1960 allo Stadio Olimpico di Roma.

## L'eccellenza mondiale
| Camp. olimpico 1956   | 8'41"2      | Chris Brasher   | Rit. 1956 |
| Campione europeo 1958 | 8'38"2      | Jerzy Chromik   | Presente  |
| Primatista mondiale   | 8'31"4 1960 | Z. Krzyszkowiak | Presente  |

## Risultati

### Turni eliminatori
| 3 Batterie | 1º settembre | 11 + 11 + 10  | Si qualificano i primi 3. |
| Finale     | 3 settembre  | 9 concorrenti |                           |

### Batterie
| Pos. | Atleta                   | Nazione          | Tempo Ufficiale | Tempo Ufficioso |
| ---- | ------------------------ | ---------------- | --------------- | --------------- |
| 1    | Nikolaj Sokolov          | Unione Sovietica | 8'43"2          | 8'43"56         |
| 2    | Gunnar Karlsson-Tjörnebo | Svezia           | 8'48"6          | 8'48"77         |
| 3    | Hans Hüneke              | Germania         | 8'50"4          | 8'50"59         |
| 4    | Georgios Papavasileiou   | Grecia           | 8'51"2          | 8'51"46         |
| 5    | Philip Coleman           | Stati Uniti      | 8'56"6          | 8'56"72         |
| 6    | Vlastimil Brlica         | Cecoslovacchia   | 8'59"8          | 9'00"07         |
| 7    | Attila Simon             | Ungheria         | 9'02"6          | 9'02"79         |
| 8    | Guy Texereau             | Francia          | 9'03"8          | 9'04"23         |
| 9    | Walter Kammermann        | Svizzera         | 9'11"8          |                 |
| 10   | Eric Shirley             | Gran Bretagna    | 9'14"8          |                 |
| 11   | Joaquim Ferreira         | Portogallo       | 9'30"2          |                 |

| Pos. | Atleta                | Nazione          | Tempo Ufficiale | Tempo Ufficioso |
| ---- | --------------------- | ---------------- | --------------- | --------------- |
| 1    | Zdzisław Krzyszkowiak | Polonia          | 8'49"6          | 8'49"92         |
| 2    | Ludwig Müller         | Germania         | 8'49"6          | 8'49"86         |
| 3    | Aleksej Konov         | Unione Sovietica | 8'50"0          | 8'50"19         |
| 4    | George Young          | Stati Uniti      | 8'50"8          | 8'50"93         |
| 5    | Bohumír Zháňal        | Cecoslovacchia   | 8'52"8          | 8'53"01         |
| 6    | David Chapman         | Gran Bretagna    | 8'53"0          | 8'53"24         |
| 7    | Pentti Karvonen       | Finlandia        | 9'04"8          | 9'04"91         |
| 8    | José Fernández        | Spagna           | 9'12"8          |                 |
| 9    | Mubarak Shah          | Pakistan         | 9'20"0          |                 |
| 10   | Alfredo Tinoco        | Messico          | 9'38"0          |                 |
| 11   | Joaquim Ferreira      | Portogallo       | 9'30"2          |                 |

| Pos. | Atleta          | Nazione          | Tempo Ufficiale | Tempo Ufficioso |
| ---- | --------------- | ---------------- | --------------- | --------------- |
| 1    | Semën Ržiščin   | Unione Sovietica | 8'48"0          | 8'48"11         |
| 2    | Deacon Jones    | Stati Uniti      | 8'49"2          | 8'49"32         |
| 3    | Gaston Roelants | Belgio           | 8'49"4          | 8'49"52         |
| 4    | Hermann Buhl    | Germania         | 8'49"6          | 8'49"56         |
| 5    | Lage Tedenby    | Svezia           | 8'52"8          | 8'52"94         |
| 6    | Franc Hafner    | Jugoslavia       | 8'55"4          | 8'55"68         |
| 7    | Jerzy Chromik   | Polonia          | 9'06"2          | 9'06"68         |
| 8    | Michael Palmer  | Gran Bretagna    | 9'10"4          | 9'10"68         |
| 9    | Gerhart Hecker  | Ungheria         | 9'12"4          |                 |
| 10   | Cahit Önel      | Turchia          | 9'14"6          |                 |
| 11   | Mohamed Lahcen  | Marocco          | 9'29"4          |                 |

### Finale
Il campione europeo, il polacco Chromik, affonda in batteria e viene eliminato.

Il connazionale Krzyszkowiak è il detentore del primato mondiale. Aveva già corso i 10.000, specialità in cui è campione europeo, ma era arrivato solo settimo.
Vuole rifarsi alla grande.

La finale si corre in condizioni difficili: ci sono 30° all'ombra.

Krzyszkowiak controlla la gara, con lui c'è il belga Roelants. Dopo la campanella dell'ultimo giro, il polacco rompe gli indugi e si porta in testa alla corsa, mantenendo la posizione fino alla fine. Krzyszkowiak non si lascia sfuggire l'occasione di stabilire il nuovo record olimpico.

Roelants viene superato da due sovietici e conclude al quarto posto. Ci riproverà a Tokyo 1964.

L'oro di Krzyszkowiak è il primo titolo polacco nell'atletica maschile.
| Pos.    | Atleta                   | Età | Nazione          | Tempo Ufficiale | Tempo Ufficioso |
| ------- | ------------------------ | --- | ---------------- | --------------- | --------------- |
| Oro     | Zdzisław Krzyszkowiak    | 31  | Polonia          | 8'34"2          | 8'34"30         |
| Argento | Nikolaj Sokolov          | 29  | Unione Sovietica | 8'36"4          | 8'36"55         |
| Bronzo  | Semën Ržiščin            | 27  | Unione Sovietica | 8'42"2          | 8'42"34         |
| 4       | Gaston Roelants          | 23  | Belgio           | 8'47"6          | 8'47"85         |
| 5       | Gunnar Karlsson-Tjörnebo | 33  | Svezia           | 8'58"6          | 8'58"87         |
| 6       | Ludwig Müller            | 28  | Germania         | 9'01"6          | 9'01"57         |
| 7       | Deacon Jones             | 25  | Stati Uniti      | 9'18"2          | 9'18"22         |
| 8       | Aleksej Konov            | 22  | Unione Sovietica | 9'18"2          | 9'18"23         |
| -       | Hans Hüneke              | 26  | Germania         | Rit.            | Rit.            |